# Magdalene Poller-Hruschka
Magdalene Poller-Hruschka, geborene Magdalene Hruschka (1786 – 8. November 1846 in Wien) war eine österreichische Theaterschauspielerin.

## Leben
Nachdem sie sich an kleineren Bühnen versucht hatte, betrat sie am 14. Juni 1802 als „Jeanette“ in dem gleichnamigen, damals sehr beliebten Drama, als Gast zum ersten Mal das Hofburgtheater. Ihre Aufnahme war äußerst günstig, denn ihr Talent wurde allgemein anerkannt, und die Debütantin, von der Natur mit reichen Gaben ausgestattet, allsogleich engagiert. Als wirkliches Mitglied der Hofbühne trat sie am 19. Oktober 1802 als „Lanassa“ zum ersten Mal auf.
Die Künstlerin errang im Fache jugendlicher Liebhaberinnen, da sie unablässig an der Ausbildung ihrer Fähigkeiten arbeitete, bald allgemeinen Beifall.
Nach dem Tod der Hofschauspielerin Johanna Costenoble vertraute man ihr auch die intriganten Frauenrollen an, und auch diese führte sie mit Auszeichnung durch.
Und als sie am 19. Oktober 1842 den Jahrestag ihrer vierzigjährigen Tätigkeit am Hofburgtheater beging, konnte diese geachtete Künstlerin mit Freude und Befriedigung auf eine sehr ehrenvolle Laufbahn zurückblicken.
1843 trat sie in Pension, verblieb jedoch in Wien, wo sie 1846 verstarb.